# Считающие часы Шиккарда

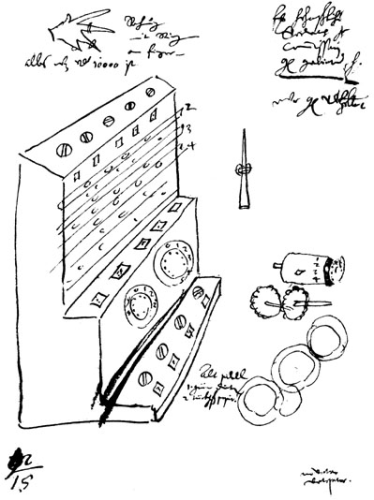
Считающие часы Шиккарда

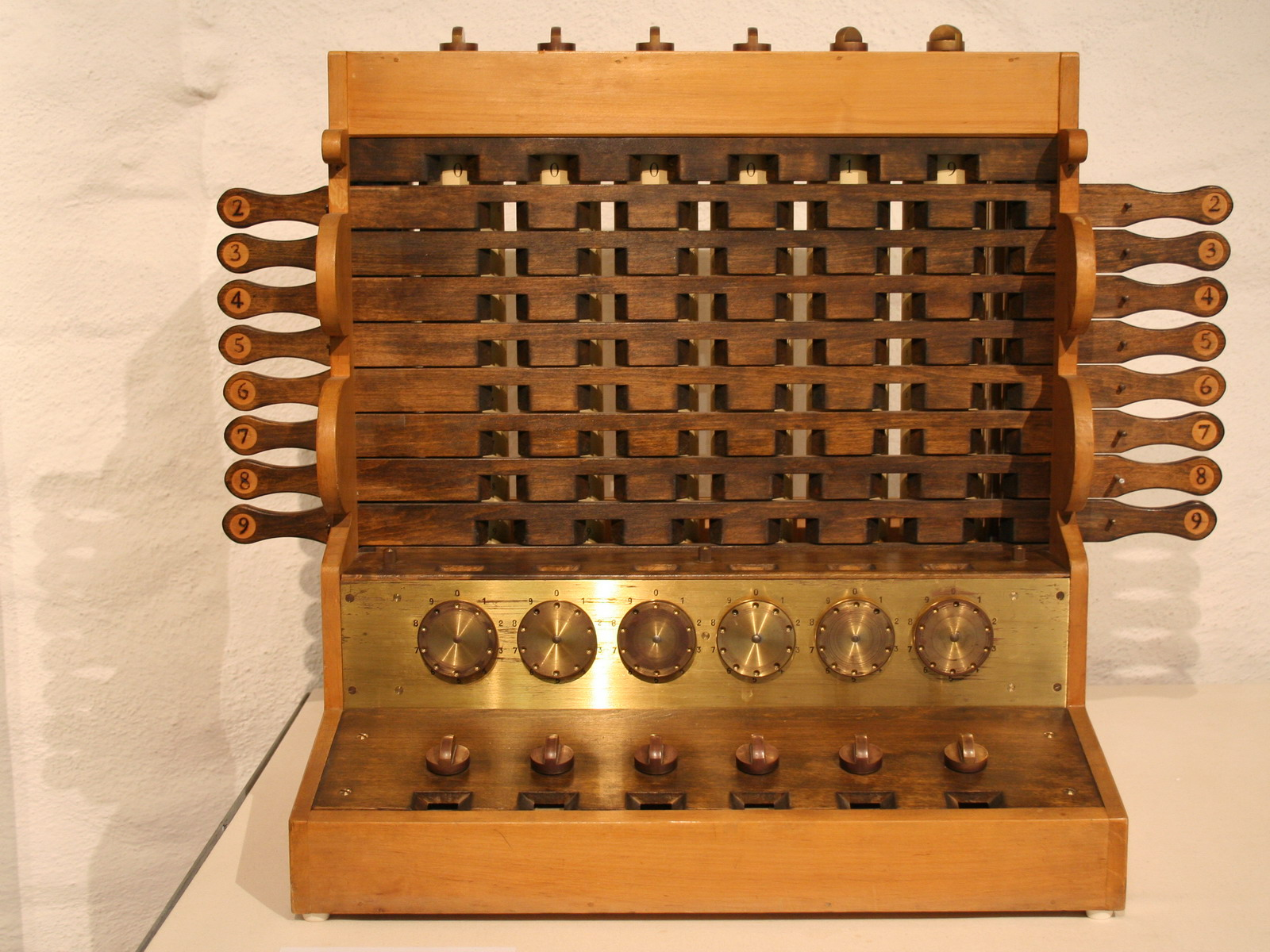
Образец считающих часов Шиккарда, восстановленный в 1960 году по оригинальным чертежам

Считающие часы Шиккарда — вероятно исторически первый арифмометр, разработанный в 1623 году Вильгельмом Шиккардом. Предназначены для выполнения четырёх арифметических действий над шестиразрядными числами.
Как и в механических часах, работа механизма арифмометра была основана на использовании звёздочек и шестерёнок, в связи с чем за машиной закрепилось наименование «считающие часы». Машина содержала суммирующее и множительное устройства, а также механизм для записи промежуточных результатов. Первый блок — шестиразрядная суммирующая машина — представлял собой соединение зубчатых передач. На каждой оси имелись шестерня с десятью зубцами и вспомогательное однозубое колесо — палец. Палец служил для того, чтобы передавать единицу в следующий разряд (поворачивать шестерёнку на десятую часть полного оборота, после того как шестерёнка предыдущего разряда сделает такой оборот). При вычитании шестерёнки следовало вращать в обратную сторону. Контроль хода вычислений можно было вести при помощи специальных окошек, где появлялись цифры. Для перемножения использовалось устройство, чью главную часть составляли шесть осей с «навёрнутыми» на них таблицами умножения.
Считается, что два изготовленных экземпляра машины (один из которых предназначался Иоганну Кеплеру) сгорели во время пожара во время Тридцатилетней войны около 1635 года. Письма Шиккарда с чертежами публиковались биографом Кеплера Михаэлем Ханшем в 1718 году. Оригиналы писем хранились в Пулковской обсерватории. В 1957 году биограф Кеплера Франц Хаммер, работая в Штутгартской библиотеке, обратив внимание на фотокопии этих чертежей, заявил о приоритете Шиккарда в изобретении суммирующей машины (почти за 20 лет до суммирующей машины Паскаля, 1642) и арифмометра (за полвека до арифмометра Лейбница, 1673).
В 1960 году Бруно Фройтаг-Лёрингофф (нем. Bruno von Freytag-Löringhoff) создал действующий образец счётных часов Шиккадра на основе опубликованных чертежей, однако ему пришлось существенно изменить механизм; в связи с чем приоритет Шиккарда в создании действующего арифмометра оспаривается: достоверных сведений о функционировании устройств не обнаружено. Экземпляр Фройтаг-Лёрингоффа хранится в доме-музее Иоганна Кеплера в Вайле.